# Sun Quan
Dans ce nom chinois, le nom de famille, Sun, précède le nom personnel.
Pour les articles homonymes, voir Sun.
Sun Quan (5 juillet 182 - 21 mai 252) (chinois : 孫權 ; chinois simplifié : 孙权 ; pinyin : sūn quán), avec Zhongmou (仲謀 / 仲谋, zhòngmóu) pour prénom social, était un seigneur de guerre chinois de la fin de la dynastie Han et du début de la période des trois royaumes, et le premier empereur de la dynastie des Wu occidentaux. Comme de nombreuses personnalités de son époque Sun Quan fut immortalisé (et déformé) dans le Roman des Trois Royaumes de Luo Guanzhong.
En 200 Sun Quan hérite de la région du Jiangdong, officiellement vassale de l'empereur Xiandi de la dynastie Han, mais en réalité très indépendante du fait de sa position géographique. Sun Quan protégea l'indépendance de son territoire contre Cao Cao en sortant victorieux de la bataille de la Falaise rouge en 208. En 220, à la chute des Han, il renouvela son serment de vassalité envers la nouvelle dynastie Wei, mais dès 222 proclama son indépendance en fondant le royaume de Wu dont il se donna le titre d'empereur le 23 juin 229. Après sa mort, il reçut le titre posthume de grand empereur des Wu occidentaux (東吳大皇帝) et son fils Sun Liang lui succède.
Son règne se caractérise initialement par une gestion très efficace de l'administration et une sélection rigoureuse de ses conseillers, mais se détériore après les années 230 lorsqu'il commet plusieurs erreurs de jugement qui aboutissent à des défaites militaires et l'aliènent temporairement de son état-major. La fin de son règne est marquée par des crises de succession et des affaires de cour.
Il est le fils de Sun Jian et de Wu Shi, le petit frère de Sun Ce et le grand frère de Sun Yi et de Sun Shangxiang. Son impératrice et épouse favorite était Pan Shu, dont le fils était Sun Liang, le deuxième empereur. Une autre concubine Wang donna naissance à Sun Xiu, le troisième empereur.

## Biographie
| Sun Quan Grand empereur des Wu occidentaux |
| Noms |
| --- |
| Chinois traditionnel (simplifié) : 孫權 (孙权) |
| Pinyin: Sūn Quán |
| EFEO : Souen Ts’iuan ou Souen K’iuan |
| Wade-Giles : Sun Ch’üan |
| Prénom social : Zhòngmóu (仲謀) |
| Nom japonais : Sonken Chūbō |
| Nom coréen : Songweon Jungmo (손권 중모) |
| Nom vietnamien : Tôn Quyền Trọng Mưu |
| Noms de règne |
| Nom de temple : Taizu (« grand ancêtre ») 太祖 |
| Titre posthume : Grand empereur des Wu occidentaux (東吳大皇帝)                                                                                              |
| Ères de règne |
| - Huangwu (黃武) (222-229) - Huanglong (黃龍) (229-231) - Jiahe (嘉禾) (232-238) - Chiwu (赤烏) (238-251) - Taiyuan (太元) (251-252) - Shenfeng (神鳳) (252) |

### Jeunesse
Sun Quan naît vers 182. Il est le cadet des quatre fils du seigneur de guerre Sun Jian, et le petit frère du guerrier Sun Ce. D'après les Mémoires du fleuve Yangzi, il naît à Xiapi, où son père était alors député[Quoi ?]. Il a la mâchoire carrée, la bouche grande et les yeux brillants. Il est d'un naturel humain, ayant les idées larges et aimant se lier d'amitié avec les personnalités héroïques.
Toujours selon les Mémoires du fleuve Yangzi, dans les années qui suivent la mort de Sun Jian en 191, lorsque Sun Ce part à la conquête du Jiangdong, Sun Quan l'accompagne. Malgré sa jeunesse, Sun Quan se fait très vite un nom dans la région et sa célébrité est comparable à celle de son père et de son frère aîné. Il participe aux réunions d'état-major, et son talent impressionne grandement Sun Ce.
À 14 ans, Sun Quan reçoit de Sun Ce le poste de chef du district de Yangxian (陽羨長), qui se trouve au sud de l'actuelle ville-district de Yixing dans la province de Jiangsu.
En 199, le seigneur de guerre Cao Cao doit lancer une campagne contre son rival Yuan Shao et craint que Sun Ce n'en profite pour l'attaquer. Il propose à Sun Ce plusieurs mariages entre leurs clans, et fait pression sur le gouverneur de la région pour que celui-ci recommande Sun Quan à la cour en tant que « Talent accompli » (茂才) lors de l'examen xiaolian. Sun Quan est en conséquence nommé « commandant faisant respecter la justice » (奉義校尉). Cette même année, il accompagne Sun Ce dans son expédition contre Liu Xun, le grand administrateur de Lujiang, puis contre Huang Zu à Shaxian.

### Succession de Sun Ce

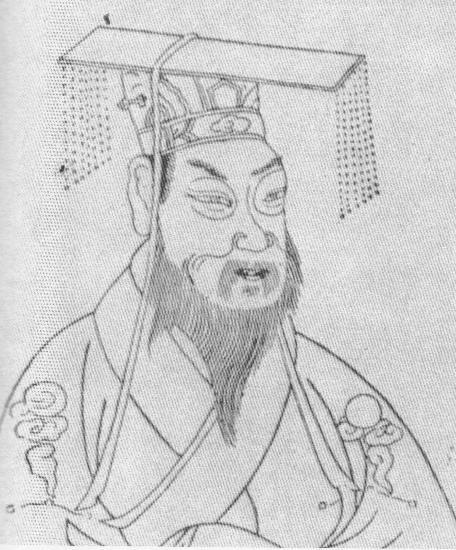
Portrait de Sun Quan en tant que premier empereur de Wu.

Le 5 mai 200, Sun Ce est grièvement blessé dans une tentative d'assassinat. Sur son lit de mort, il fait officiellement de son frère Sun Quan son successeur.
D'après les Mémoires du fleuve Yangzi, Li Shu, qui avait été nommé grand administrateur de Lujiang (庐江) par Sun Ce, refuse de reconnaître Sun Quan comme successeur et fomente une rébellion en comptant sur l'aide de Cao Cao. Il ignorait que celui-ci agissait de concert avec Sun Quan, qui sur les conseils de Cao Cao lance une expédition punitive. Li Shu est vite vaincu et exécuté, sa ville est rasée et les trente mille survivants sont déportés.
Sous les conseils de Zhang Zhao, Sun Quan abandonne le deuil pour prendre en main la direction des affaires de la région et achever les conquêtes commencées par Sun Ce. Cao Cao le recommande à l'empereur pour qu'il soit nommé « général punissant les criminels » (討虜將軍) et grand administrateur de Kuaiji (會稽太守), correspondant à l'actuelle ville de Yuyao. Il l'envoie se poster dans la région du Wu et lui envoie un assistant administratif.
Sun Quan s'attache également les services des anciens conseillers de généraux de son père et de son frère : il prend Zhang Zhao comme tuteur et conseiller principal et nomme généraux le stratège Zhou Yu, le conseiller Lü Fan et le militaire Cheng Pu. Il part ensuite à la recherche de nouveaux talents et recrute Yan Jun, Lu Su et Zhuge Jin.

### Élargissement
| Chronologie des événements importants | Chronologie des événements importants |
| ------------------------------------- | --- |
| 182                                   | Naissance à Xiapi. |
| 196                                   | Nommé chef du district de Yangxian. |
| 199                                   | Est nommé « talent accompli »lors de l’examen xiaolian, sous la pression de Cao Cao.                                                                           |
| 200                                   | Mort de Sun Ce. Sun Quan prend la direction de ses terres et de son armée.                                                                                     |
| 208                                   | Alliance avec Liu Bei. Gagne la bataille de la Falaise rouge contre Cao Cao.                                                                                   |
| 211                                   | Déplace sa capitale à Molin. |
| 212                                   | Sort vainqueur de la bataille de Ruxu. |
| 214                                   | Violente dispute avec Liu Bei concernant les territoires de la province de Jing. Après plusieurs escarmouches, la province est divisée et l’alliance rétablie. |
| 215                                   | Subit une violente défaite à Hefei. |
| 217                                   | Signe la paix avec Cao Cao. |
| 219                                   | Sort vainqueur de la lutte contre Guan Yu. Conquiert la totalité de la province de Jing.                                                                       |

Dans les années qui suivent, Sun Quan s’atèle à pacifier les régions aux alentours : en 203, il lance une expédition navale contre Huang Zu et lui inflige une défaite, mais ne parvient pas à capturer sa base d’opérations. Il envoie Lü Fan pour pacifier Poyang (à l'est de l'actuel district de Poyang dans le Jiangxi), Cheng Pu à Lean (l'est de l'actuelle ville-district de Dexing), Taishi Ci à Haihun (l'actuel district de Yongxiu). Il charge Hang Dang, Zhou Tai et Lü Meng de la gestion des divers districts.
En 205, il envoie He Qi pour capturer Shangrao qui servira de base pour construire le district de Jianping (l'actuel district de Jianyang dans le Fujian). En 207, il lance une nouvelle campagne à l’ouest contre Huang Zu, qu'il renouvelle au printemps 208. La flotte de Huang Zu est dépassée par les tactiques du général Lü Meng et Huang Zu s'enfuit, mais est capturé par des bandits qui offrent sa tête à Sun Quan. Cette même année, Sun Quan envoie He Qi pour attaquer les districts de Yi (à l'est de l'actuel district de Yi) et de She.

### Bataille de la Falaise rouge

Carte du déroulement de la bataille.

#### Prélude
Vers septembre 208, Liu Biao, le protecteur de la province de Jing, meurt et Sun Quan dépêche Lu Su pour assister aux funérailles, présenter ses condoléances aux fils de Liu Biao, et observer la situation. Mais avant que Lu Su n'arrive, la province de Jing s'est soumise à Cao Cao. Lu Su fait cependant la rencontre du guerrier Liu Bei lorsque ce dernier manifeste son intention d'affronter Cao Cao. À la bataille de Changban (长坂), Liu Bei subit une sévère défaite et se réfugie à Xiakou (夏口). Il envoie son stratège Zhuge Liang auprès de Sun Quan pour négocier une alliance.

#### Affrontement
En faisant la conquête du Jing, Cao Cao semble tenir désormais une position de choix pour attaquer Sun Quan, d'autant qu'il avait renforcé son armée avec les anciens soldats de Liu Biao. Sun Quan organise une réunion d'état-major pour décider de la marche à suivre. La plupart de ses généraux sont d'avis de se soumettre à Cao Cao, mais le stratège Zhou Yu, appuyé par Lu Su s'y oppose de façon véhémente et considère que malgré leur infériorité numérique, de nombreux facteurs font qu'il est possible de résister à Cao Cao. Sun Quan décide de faire confiance à Zhou Yu et lui offre le commandement de l'armée ainsi qu'à Cheng Pu et donne à chacun dix mille soldats et l'envoie rejoindre l'armée de Liu Bei.
L'affrontement entre les forces de la coalition Sun Quan – Liu Bei et celles de Cao Cao a lieu en novembre à la Falaise rouge (au nord-ouest de l'actuelle ville de Chibi, ou au nord-est de Jiayu). D'après les Mémoires du fleuve Yangzi, Cao Cao dispose alors d'une armée de 800 000 hommes tandis que la coalition dispose de vingt fois moins d'hommes. La bataille s'achève pourtant par une sévère défaite pour Cao Cao qui perd sa flotte dans un incendie et plus de la moitié de ses hommes en raison d'épidémies. Cao Cao doit battre en retraite.
À la suite de cette victoire, Sun Quan donne à Liu Bei sa sœur Sun Shangxiang en mariage.

#### Suites
Sun Quan et Liu Bei tentent d'assurer leurs positions et de tenter de capturer les territoires abandonnés par Cao Cao dans sa fuite : vers janvier 209, Sun Quan dirige en personne une expédition pour capturer Hefei (合肥) et envoie Zhang Zhao pour attaquer le district de Dangtu (au sud-est de l'actuel district de Haiyuan). Cependant les efforts de Sun Quan et Zhang Zhao ne sont pas couronnés de succès et après quelques mois de siège, Sun Quan doit abandonner et se retirer lorsque arrivent les renforts de Cao Cao.
Vers janvier-février 210, après presque un an de siège, Zhou Yu parvient à forcer Cao Ren à fuir, et prend possession du district de Nanjun (actuel district de Jiangling) dont Sun Quan le nomme grand administrateur. Il nomme également Liu Bei général et lui offre la charge de protecteur de la province de Xu, puis protecteur de la province de Jing.
En 210, Sun Quan entreprend une réforme des frontières administratives de son territoire, puis en 211, déplace sa capitale à Molin (l'actuelle Nankin), fait construire le château de Dantou (à l'ouest de Nankin), puis en 212 installe définitivement sa capitale administrative à Molin.

### Bataille de Ruxu
En 212, apprenant que Cao Cao avait l'intention de lancer une nouvelle campagne contre lui, Sun Quan fait construire des murailles à l'embouchure de la rivière Ruxu. En février 213, Cao Cao attaque Ruxu, mais est tenu en respect par les fortifications de Sun Quan. Après un mois, voyant l'organisation de l'armée de Sun Quan, il abandonne le siège.
Selon l’Histoire du Wu, au cours de cette campagne, Cao Cao perd plusieurs milliers d'hommes lors des batailles navales. Sun Quan tente de le provoquer à mener ouvertement bataille, parfois en se présentant en personne, mais Cao Cao, échaudé par ses défaites navales et suspectant une ruse, n'y répond pas. Il soupire : « Que j'aimerais avoir un fils comme Sun Zhongmou ! En comparaison les fils de Liu Jingsheng sont tels des porcs et des chiens ! » Sun Quan envoie plus tard à Cao Cao une lettre : « Les eaux du printemps seront bientôt là. Monseigneur, il est temps que vous vous retiriez. » Voyant l'organisation de l'armée de Sun Quan, Cao Cao décide de se retirer, estimant que Sun Quan ne profitera pas de sa retraite pour l'attaquer.
Selon le Wei Lüe, Cao Cao fit tirer ses archers sur les navires de Sun Quan si bien que le poids des flèches menaçaient de les faire chavirer. Voyant cela, Sun Quan demanda à ses vaisseaux de se retourner afin que les nouvelles flèches équilibrent leur poids, puis se retira.

### Premières tensions contre le Shu
En juillet 214, Sun Quan part à l'assaut du château de Wan (correspondant à l'actuel district de Qianshan) et au mois suivant le capture, faisant prisonnier Lu Jiang, le grand administrateur de Zhuguang, et son conseiller militaire, Dong He.
Cette même année, Liu Bei conquiert la région de Shu (correspondant à peu près à l'actuelle province de Sichuan). Voyant que Liu Bei avait conquis un fief, Sun Quan envoie auprès de lui Zhuge Jin afin de lui demander de lui restituer la province de Jing. Liu Bei refuse, et demande que Sun Quan attende le temps qu'il s'empare de la province de Liang. Irrité par le refus de Liu Bei, Sun Quan envoie des mandarins pour prendre la direction de la province à la place de Liu Bei, mais ils sont chassés par le général Guan Yu.
Cette fois véritablement furieux, Sun Quan envoie Lü Meng, Xian Yudan, Xu Zhong et Sun Gui avec vingt mille hommes pour reprendre possession des districts de Changsha, Lingling (l'actuelle Yongzhou) et Guiyang (l'actuelle Chenzhou). Il dépêche également Lu Su avec dix mille hommes pour défendre Baqiu (le mont Baling, dans l'actuelle ville de Yueyang) contre Guan Yu. Sun Quan s'installe à l'embouchure du fleuve Lu pour superviser l'armée.
Lü Meng capture Changsha et Guiyang, mais ne parvient pas à venir à bout de Hao Pu, le grand administrateur de Lingling. De son côté, Liu Bei envoie Guan Yu à Yiyang avec trente mille hommes, forçant Sun Quan à rappeler Lü Meng pour assister Lu Su. Lü Meng parvient entre-temps à soumettre Hao Pu par la ruse, accomplissant sa mission initiale. Suivant les ordres de Sun Quan, il fusionne son armée avec celles de Lu Su, Sun Jiao et Pan Zhang pour affronter Guan Yu à Yiyang.
Néanmoins, l'affrontement n'a pas lieu : l'armée de Cao Cao vient de pénétrer Hanzhong, lui offrant une place stratégique de choix pour envahir le Shu. Liu Bei signe en toute hâte la paix avec Sun Quan et la province de Jing est divisée : les districts de Changsha, Jiangxia et Guiyong reviennent à Sun Quan, ceux de Nanjun, Lingling et Wuling (ouest de l'actuelle Changde) à Liu Bei.

### Bataille de Hefei
Vers septembre-octobre 215, Sun Quan monte une expédition de plusieurs dizaines de milliers d'hommes pour assiéger à nouveau Hefei, mais sa campagne se montre infructueuse. Alors qu'il lève le camp, il est attaqué par l'armée des généraux Zhang Liao, Li Dian et Yue Jin. Sun Quan est dépassé par les événements et manque de peu de se faire tuer, devant se défendre avec sa hallebarde (Il perd d'ailleurs Taishi Ci, qui tout comme Sun Ce, le protégeait).
D'après les Mémoires du fleuve Jiangzi, sa seule voie de sortie est un pont sur la rivière, mais celui-ci est détruit sur une distance de plus d'un zhang (environ 2,4 m). Son cheval parvint néanmoins à sauter par-dessus le pont, permettant à Sun Quan de fuir le champ de bataille.

### Soumission au Wei – Nouvelles tensions avec le Shu
En novembre 216, Cao Cao, maintenant roi de Wei, prépare une nouvelle campagne contre Sun Quan et, en février 217, attaque Ruxu. Sun Quan décide d'envoyer un émissaire pour négocier la paix avec Cao Cao. Des mariages sont alors arrangés entre les deux familles pour sceller l'alliance.
En 219, le général Guan Yu harcèle le général Cao Ren, menaçant de prendre des positions stratégiques vitales pour Cao Cao. Ce dernier tente de détourner l'attention de Guan Yu en donnant d'une part l'ordre à Sun Quan d'attaquer Guan Yu, et de l'autre en tentant d'inciter Guan Yu à attaquer Sun Quan. Guan Yu refuse de s'en prendre à Sun Quan, mais Sun Quan fait le premier geste et attaque Guan Yu au mois de décembre.
Sun Quan charge Lü Meng de mener la campagne contre Guan Yu, et celui-ci marque de nombreuses victoires, forçant Guan Yu à battre en retraite et à trouver refuge dans le district de Dangyang dans le château de Mai (sud-est de l'actuelle Dangyang). La situation se montre alors critique pour Guan Yu et Sun Quan, qui éprouvait beaucoup de respect pour Guan Yu, lui offre de se rendre. Guan Yu fait initialement mine de soumettre, puis fait attacher des bannières et faux soldats pour donner l'illusion d'une grosse armée protégeant le château, espérant ainsi pendant un temps couvrir sa fuite. Guan Yu est finalement capturé avec son fils Guan Ping en février 220 et tous deux sont exécutés, permettant à Sun Quan d'achever la conquête de la province de Jing.
Pour le récompenser de ses victoires, Cao Cao recommande Sun Quan à l'empereur pour qu'il soit nommé général de la cavalerie blanche (驃騎將軍). Il l'officialise également dans son rôle de protecteur de Jing (荊州牧), et lui confère le titre de marquis de Nanchang (南昌侯).

### Fondation du royaume de Wu
En mars 220, Cao Cao meurt et son fils Cao Pi lui succède. Quelques mois plus tard, il force l’empereur Xiandi à abdiquer, mettant fin à la dynastie Han, et se proclame premier empereur de la dynastie Cao Wei. En mai 221, il est imité par Liu Bei qui fonde sa propre dynastie, celle des Shu Han.
Sun Quan, qui avait sans succès par le passé tenté de pousser Cao Cao à se proclamer empereur, transmet ses félicitations à Cao Pi.
Sun Quan renomme le district de E de Gong’an en Wuchang, crée la préfecture de Wuchang (武昌) à partir des districts de Wuchang, Xiazhi, Xunyang, Yangxin, Chaisang et s’y installe en septembre 221.
Au mois de décembre Cao Pi décerne à Sun Quan le titre de roi de Wu (吳王) et lui transmet les neuf sacrements.
Cao Pi demande que Sun Quan lui envoie son fils Sun Deng à la capitale comme otage, mais Sun Quan refusa, arguant que Sun Deng était encore trop jeune. Sun Quan nomme ensuite Sun Deng son héritier. D’après les Mémoires du fleuve Jiangzi, devant le refus de Sun Quan, Cao Pi exige de Sun Quan un tribut grandiose : argent, perles, défenses d’éléphant, cornes de rhinocéros, jade, faisans, émeraudes, canards de Dou et poulets de Changming. Sun Quan estime cependant qu’il s’agit d’un faible prix pour garder son fils à ses côtés.
En février 222, Liu Bei lance une attaque contre Sun Quan. Ce dernier envoie Lu Xun, qui reste sur la défensive plusieurs mois, avant de soudain passer à l’offensive au mois de juillet, et inflige à Liu Bei une défaite écrasante lors la bataille de Yiling.
Au mois de septembre, comprenant que Sun Quan n’enverra pas d’otage à la capitale, Cao Pi lui envoie plusieurs armées pour assiéger ses villes : Cao Xiu, Zhang Liao, et Zang Ba à Dongkou ; Cao Ren à Ruxu ; Cao Zhen, Xiahou Shang, Zhang He et Xu Huang à Jiangling. De son côté, Sun Quan dépêche Lü Fan avec cinq armées et parvient à résister efficacement à chaque siège. Entretemps, les tribus Yue vivant sur les terres de Sun Quan se rebellent, poussant ce dernier à demander à Cao Pi de lever le siège. Cao Pi accepte de lever le siège à la condition que Sun Quan renouvelle son allégeance et que Sun Deng lui soit envoyé comme otage.
Sun Quan refuse et déclare son indépendance en proclamant une nouvelle ère puis interrompt les relations diplomatiques avec le Wei. La séparation de la Chine en trois royaumes et alors effective. La situation au front se faisant mauvaise après la chute de Xuling, il envoie un émissaire auprès de Liu Bei pour entamer les négociations pour une nouvelle alliance.
Vers février-mars 223, Cao Pi envoie Cao Zhen pour tenter de capturer Jiangling et de couper le territoire de Sun Quan en deux. Vers avril-mai, Cao Ren envoie le général Cheng Diao avec 5 000 hommes pour tenter de traverser le fleuve Ruxu. Cependant toutes les tentatives du Wei échouent et ils battent en retraite. Sun Quan est alors pressé par ses conseillers pour qu'il se proclame lui-même empereur, mais il refuse et se contente du titre de « Roi de Wu ».

### Roi et Empereur du Wu

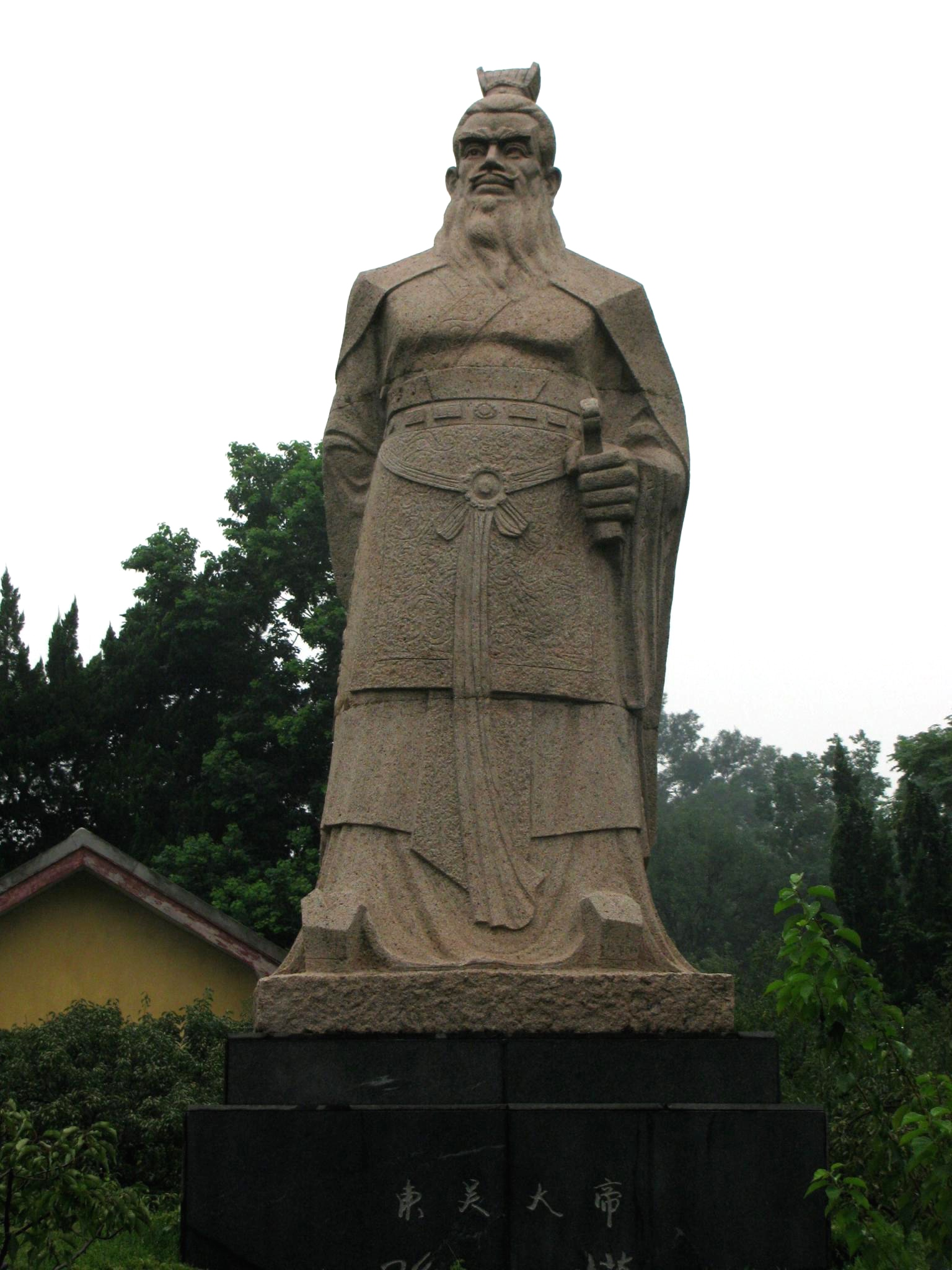
Statue de Sun Quan.

Au début de règne de Sun Quan, l’administration du Wu est connue pour son efficacité, car le nouveau roi sait prendre en compte les bons conseils et déléguer des pouvoirs aux personnes appropriées. Par exemple, il s'appuie sur ses fidèles conseillers Lu Xun et Zhuge Jin pour gouverner; au point de faire fabriquer un double du sceau impérial qu'il confie a Lu Xun. Chaque fois qu’il correspond avec l’empereur Liu Shan du Shu ou le régent Zhuge Liang, il soumet systématiquement la lettre à Lu Xun, qui est en poste à proximité de la frontière du Shu. Si Lu pense que des changements sont nécessaires, il modifie la lettre de son propre chef, avant de la refermer avec son double du sceau impérial des Sun. En outre, Lu Xun et Zhuge Jin sont autorisés à coordonner leurs actions avec celles du Shu sans avoir à demander l'autorisation préalable de Sun Quan. Il traite ses hauts responsables comme amis et lorsqu'il s'adresse à eux il utilise toujours leurs noms de courtoisie. En retour, ces derniers consacrent tous leurs efforts à préserver le Wu de la destruction. Il sait aussi quels sont les postes appropriés pour les fonctionnaires en qui il a confiance. Par exemple, en 225, alors qu'il doit choisir un chancelier, il se trouve que tous les hauts fonctionnaires de son gouvernement respectent grandement Zhang Zhao et souhaitent que le poste lui soit attribué. Sun Quan raisonne différemment et calcule que, même si lui aussi respecte grandement Zhang, il doit prendre en compte le fait qu'un chancelier doit gérer toutes les affaires de l’État. Or, si Zhang est très compétent, il a aussi des opinons tranchées et un fort caractère, ce qui ne peut que déboucher sur des conflits incessants avec Sun Quan et les autres hauts fonctionnaires. Il confie donc le poste de Chancelier à un autre de ses conseillers. A contrario, il promeut à plusieurs reprises un officiel nommé Lü Fan malgré le jeune âge de ce dernier. En effet, Lü Fan avait mis en garde Sun Ce, le frère aîné de Sun Quan, par rapport à ses dépenses d'habillement qu'il jugeait excessives. Grâce à cette mise en garde, Quan a compris que Fan était d'une loyauté absolue envers son frère et a décidé de l'en récompenser après la mort de Sun Ce par le biais de ces promotions.
En 224 et 225, Cao Pi attaque à nouveau le Wu ; mais chaque fois les forces du Wu repoussent celles du Wei avec une telle facilité que Cao Pi finit par dire que « le Ciel a créé le Yangtsé pour séparer le Nord et le Sud ». Cependant, les efforts de Sun Quan pour lancer des attaques majeures contre le Wei ne rencontrent guère plus de succès. Ainsi, après la mort de Cao Pi en 226, Sun Quan lance une attaque contre la Commanderie de Jiangxia, qui appartient au Wei, mais il est obligé de se retirer dès l’arrivée des renforts du Wei. Cependant, un peu plus tard la même année, il renforce son emprise sur la province de Jiao (交州) grâce à une victoire de son général Lü Dai sur le seigneur de la guerre Hui Shi (士徽) qui met fin à l’indépendance de fait des territoires du clan Shi. En outre, plusieurs royaumes indépendants situés dans la zone qui correspond actuellement au Cambodge, au Laos et au sud du Vietnam deviennent des vassaux du Wu.
Selon le Liang Shu, une des 24 chroniques relatant l'histoire de la Chine, un marchand de l’Empire romain (Da Qin) arrive à Jiaozhi, près de l'actuelle ville de Hanoï, en l'an 226,. Le préfet de Jiaozhi l'envoie à Nanjing, auprès de Sun Quan qui lui demande un rapport détaillé sur son pays natal et ses habitants. Après quoi, une expédition est préparée pour permettre au marchand de retourner chez lui, accompagné de dix femmes et dix hommes « nains de couleur noire » qu'il a demandés comme une curiosité et d'un officier chinois qui, malheureusement, meurt en route,.
L’une des grandes victoires du Wu sur le Wei a lieu durant cette période, en 228, lors de la bataille de Shiting. Avec l’approbation de Sun Quan, son général Zhou Fang fait semblant de faire défection au profit du Wei, après avoir reçu plusieurs punitions factices pour parfaire sa couverture. La ruse fonctionne et le général Cao Xiu du Wei, guidé par Zhou Fang, part vers le sud à la tête d'une grande armée. Il tombe dans le piège tendu par Zhou Fang et Lu Xun et subit des pertes importantes. Il est sauvé de justesse de l’annihilation totale par Jia Kui et réussit à rentrer au Wei.
En 229, Sun Quan finit par s'autoproclamer empereur du Wu, ce qui détériore les relations avec le Shu. En effet, bon nombre de fonctionnaires de ce royaume voient cette proclamation comme une trahison envers la dynastie Han, dont le Shu prétend être le successeur légitime. Cependant, Zhuge Liang, le régent du Shu, s’oppose à toute rupture de l’alliance entre les deux royaumes. Un peu plus tard la même année, Sun Quan et Zhuge Liang renforcent les relations entre le Shu et le Wu en signant un traité dans lequel les deux États s'engagent à se soutenir mutuellement et à se répartir à parts égales les territoires du Wei, s'ils arrivent à le vaincre. Toujours en 229, Sun Quan déplace sa capitale de Wuchang à Jianye, laissant son prince héritier Sun Deng, assisté de Lu Xun, responsable de la partie occidentale du royaume de Wu.
En 230, cependant, apparait le premier signe de la détérioration du jugement de Sun Quan. Cette année-là, il donne à ses généraux Wen Wei (衛溫) et Zhuge Zhi (諸葛直) le commandement d'une flotte de 10 000 marins et les envoie en mer de Chine orientale pour trouver et conquérir les îles légendaires de Yizhou (夷洲) et Danzhou (亶洲). Il lance cette expédition malgré la forte opposition de Lu Xun et Quan Cong. Finalement, la flotte n'arrive pas à trouver Danzhou mais localise Yizhou et retourne au Wu en 231 après la capture de plusieurs milliers d'habitants de cette ile et la perte de 80 à 90 % des marins à cause des maladies. Au lieu de reconnaître l'avis de Lu Xun et Quan Cong et qu'il s'est trompé, Sun Quan fait exécuter Wen Wei et Zhuge Zhi. Peut-être préoccupé par cette détérioration du jugement de Sun Quan, Sun Deng laisse la partie occidentale de l'empire entre les mains de Lu Xun et retourne à Jianye en 232, où il reste jusqu'à sa propre mort en 241.
En 232, Sun Quan connaît une autre mésaventure impliquant sa marine. Il envoie par la voie maritime ses généraux Zhou Il (周賀) et Pei Qian (裴濳) rencontrer Gongsun Yuan, qui est à la fois le Grand Administrateur du Liaodong et un vassal du Wei. La situation entre le Wei et Yuan est tendue, car ce dernier a pris le pouvoir en renversant son oncle Gongsun Gong et le Wei craint qu'il ne cherche à devenir totalement indépendant. Sun Quan cherche à profiter de la situation pour lui acheter des chevaux. Yu Fan s'oppose à cette expédition car il la trouve trop dangereuse. Sun Quan ne supporte pas que Fan s'oppose à lui et l'exile dans la Commanderie de Cangwu, une zone à peine défrichée, pour le punir. Cependant, tout comme Yu Fan l'a prédit, l’entreprise se solde par un échec, lorsque Zhou Il et Pei Qian sont interceptés sur le chemin du retour par les forces de Wei et tués. Regrettant ses actes, Sun Quan essaye de rappeler Yu Fan à Jianye, mais il est trop tard car ce dernier est mort en exil.
En 233, Gongsun Yuan, toujours en mauvais termes avec le Wei, envoie des messagers à Sun Quan pour lui faire sa soumission et se reconnaître comme étant un vassal du Wu. Extatique, Quan nomme Gongsun Yuan Roi de Yan (燕王), lui accorde les neuf sacrements et lui envoie en renfort un détachement de 10 000 hommes par voie maritime, pour l'aider dans sa campagne contre le Wei. En agissant ainsi, il va à l'encontre de l’avis de la quasi-totalité de ses conseillers, notamment Zhang Zhao. Une nouvelle fois, ce sont ses proches qui ont raison, car l’armée est à peine arrivée que Gongsun Yuan trahit le Wu en tuant Zhang Mi (張彌) et Xu Yan (許晏), les envoyés de Sun Quan qui devaient remettre les neuf sacrements et saisit leurs troupes. Lorsqu'il est mis au courant, Sun Quan, fou de rage, veut prendre le commandement d'une flotte pour partir attaquer Gongsun Yuan. Au départ, personne, pas même Lu Xun n'arrive à l’arrêter, mais il finit par se calmer et renonce à son projet.
Malgré ces erreurs de jugements, Sun Quan garde encore une grande part de lucidité, assez pour reconnaître ces torts et continuer à prendre de bonnes décisions. Ainsi, après le fiasco de 233, il reconnaît son erreur et se rend personnellement à la maison de Zhang Zhao pour lui présenter ses excuses. Il fournit un autre exemple de lucidité en 235 lorsque Cao Rui, l'empereur de Wei, lui offre des chevaux en échange de perles, de jade et de carapaces de tortues. Ce prix est exorbitant et il est clair qu'avec cette proposition, Rui cherche implicitement à insulter Sun Quan. Bien qu'ayant parfaitement compris le petit jeu de Cao Rui, Quan ignore l’insulte et procède à l’échange, car il juge que son empire a bien plus besoin de chevaux que de perles, de jade ou de carapaces.
En 234, en coordination avec la dernière expédition nordique de Zhuge Liang contre le Wei, Sun Quan mène personnellement une attaque majeure contre la ville-frontière d'Hefei, qui appartient au Wei. En parallèle, Lu Xun et Zhuge Jin attaquent Xiangyang, espérant attirer sur eux les renforts du Wei et les vaincre, avant d'aller prêter main-forte à Sun Quan. Cependant, les généraux du Wei analysent correctement la situation et laissent simplement Sun Quan assiéger Hefei sans intervenir. Ce n'est que lorsque les vivres de Sun Quan sont presque épuisées et que son armée est décimée par une épidémie, que Cao Rui arrive personnellement avec des renforts. Sun est alors obligé de se replier, tout comme Lu Xun et Zhuge Jin.
En 237 Gongsun Yuan fini par entrer ouvertement en rébellion contre le Wei, qui riposte en 238 en envoyant une armée commandée par Sima Yi. Acculé, Yuan envoie une ambassade auprès de Sun Quan pour essayer de recréer une alliance entre eux. Quan a beau être toujours fou de rage à l'encontre de Gongsun Yan, il juge correctement la situation et comprend qu'il peut en tirer parti si Sima Yi échoue. Il s'abstient donc de refuser immédiatement la demande d’aide de Gongsun Yuan. L'empereur du Wu espére que Yi va se retrouver enlisé dans une guerre d'usure contre Yan, ce qui lui laisserait le champ libre pour lancer une attaque de grande ampleur contre le Wei. Cependant, comme Sima Yi réussit à écraser Gongsun Yuan rapidement, Sun Quan doit renoncer à ses plans.
C'est également en 238 qu'il comprend que son Secrétaire en chef Lü Yi (呂壹) avait lancé de fausses accusations contre les autres hauts fonctionnaires du royaume. Il fait exécuter Lü et réaffirme aux victimes des manigances de l'ancien secrétaire qu'ils ont toute sa confiance en écrivant personnellement une lettre pleine d’émotion à Zhuge Jin, Bu Zhi, Zhu Ran et Lü Dai. Dans cette lettre, il se blâme pour les problèmes survenus durant les précédentes années de son règne, tout en les invitant à parler ouvertement et honnêtement lorsqu'ils le voient commettre des erreurs.
En 241, Sun Quan lance le dernier assaut de grande envergure contre le Wei de son règne. Depuis la mort de Cao Rui en 239, le nouvel empereur du Wei est mineur et le royaume connaît une régence, ce dont Quan veut profiter. Mais il rejette une stratégie proposée par Yin Zha (殷札), consistant à attaquer le Wei sur quatre fronts différents avec l'aide du Shu. Le Wu part donc seul au combat et la campagne s’achève par un échec.

### Fin de vie
Le prince héritier Sun Deng meurt un peu plus tard, la même année. Ce décès laisse ouverte la question de la succession et semble marquer le début d’un déclin abrupt de la santé mentale de Sun Quan. En 242, il nomme son fils Sun He, un des fils de sa consort Wang, prince héritier. Cependant, dans le même temps, il multiplie les faveurs en direction du Prince de Lu, Sun Ba (孫霸), un autre fils de la consort Wang, qui finit par avoir le même niveau de vie que le prince héritier. Pour bon nombre des membres du gouvernement, cela va encourager une concurrence et des tensions entre Sun Ba et Sun He, mais Sun Quan ne les écoute pas. Après 245, lorsque Sun He et Sun Ba commencent à vivre chacun de leur côté, la relation entre les deux princes se détériore de plus en plus et Sun Ba commence à comploter pour devenir prince héritier aux dépens de Sun He. Énervé au dernier degré par les potins de sa fille Sun Dahu (孫大虎), Sun Quan blâme la mère des deux princes et fait d'elle la seule responsable de la situation. Consort Wang ressort de cette rencontre morte de peur. Il interdit également à Sun He et Sun Ba de s'approcher ou de communiquer avec les fonctionnaires qui les soutiennent dans l’espoir de recevoir des faveurs dans le futur. Mais ces précautions sont vaines et n'arrivent pas à arrêter les machinations de Sun Ba. En effet, lorsque Lu Xun essaye d’intervenir pour protéger Sun He ; Sun Ba lance des fausses accusations contre lui, concernant de nombreux crimes. Sun Quan fini par être tellement en rage contre son général qu’il le réprimande à maintes reprises, au point que Lu Xun finit par mourir en colère contre son empereur.
En 250, lassé des attaques incessantes de Sun Ba contre Sun He, Sun Quan prend une série de décisions totalement inexplicables. Il contraint Sun Ba à se suicider, tout en destituant Sun He de son rang de prince héritier, alors qu'il n'a aucune preuve que ce dernier ait commis le moindre crime. Après quoi, il fait de Sun Liang, son fils cadet, le nouveau prince héritier en remplacement de Sun He. Cette décision est contestée par son gendre Zhu Ju, le mari de Sun Xiaohu. Non seulement les plaidoiries de Zhu n'aident pas Sun He, mais en plus Sun Quan l’oblige à se suicider. De nombreux autres fonctionnaires qui s’opposent également à la décision de Sun Quan, ainsi que d'autres qui avaient soutenu Sun Ba, sont exécutés.
À cette époque, Sun Quan ordonne également à ses généraux de détruire un certain nombre de digues près de la frontière avec le Wei, pour créer de vastes zones d’inondations, afin de gêner les attaques potentielles du Wei.
En 251, Sun Quan fait de sa consort Pan, la mère de Sun Liang, la première impératrice de son règne. Avant cette date il a déjà eu plusieurs épouses, mais jamais aucune d'entre elles n'a reçu le titre d'impératrice, à l’exception de sa favorite, Dame Bu, qui l'a reçu à titre posthume après sa mort en 238. Plus tard la même année, il réalise que Sun He est irréprochable et veut le rappeler de son exil. Mais sa fille Sun Dahu et Sun Jun, qui soutiennent l’ascension de Sun Liang, le font changer d'avis. Sun Quan est alors âgé de 69 ans et se rend compte qu’il lui reste peu de temps à vivre. Sur la recommandation de Sun Jun, il fait de Zhuge Ke, le fils de Zhuge Jin, le futur régent de Sun Liang. Quan à des doutes sur la manière dont Zhuge Ke va assurer la régence, car il est arrogant et a une trop haute opinion de lui-même ; mais à cette époque les victoires militaires accumulées par Ke font que pratiquement tout l’empire est convaincu qu'il est le meilleur choix pour la régence.
En 252, alors que Sun Quan se rapproche de la mort, l'impératrice Pan est assassinée et les causes de ce meurtre restent un sujet de controverse. Les hauts fonctionnaires du Wu affirment que ses serviteurs, incapables de la supporter plus longtemps, l’ont étranglée pendant qu’elle dormait. Dans le même temps, un certain nombre d’historiens, dont Hu Sanxing, le commentateur du Zizhi Tongjian de Sima Guang, pensent que ces mêmes hauts fonctionnaires sont complices du meurtre, car ils craignaient qu’elle s’empare du pouvoir en tant qu'impératrice douairière après la mort de Sun Quan. La même année, Sun Quan décède à l’âge de 70 ans et Sun Liang lui succède sur le trône du Wu. Il est enterré dans un mausolée situé dans la Montagne Pourpre, près de l'actuelle ville de Nankin.

## Informations complémentaires

### La lignée impériale des Wu
- Premier Empereur : Sun Quan
- Second Empereur : Sun Liang
- Troisième Empereur : Sun Xiu
- Quatrième Empereur : Sun Hao

### Autres articles
- Trois Royaumes de Chine et Chroniques des Trois Royaumes
- Dynastie Han
- Personnalités du royaume de Wu
- Clan Sun (Trois Royaumes)